# 李正美
李 正美（り まさみ）は日本の脚本家。日本脚本家連盟会員。主にTBS制作のテレビドラマ・映画の脚本を担当している。福澤克雄の演出・監督作品に参加することが多い。シナリオ・センター・日本脚本家連盟スクール出身。

## 脚本作品

### テレビドラマ
- せいせいするほど、愛してる（2016年、TBS）
- 集団左遷!!（2017年、TBS） ‐ シリーズ構成
- 半沢直樹イヤー記念・エピソードゼロ 〜狙われた半沢直樹のパスワード〜（2020年、TBS）共同脚本：槌谷健、丑尾健太郎
- 半沢直樹 第2シリーズ（2020年、TBS）
- ドラゴン桜2（2021年、TBS）
- VIVANT（2023年、TBS）共同脚本：八津弘幸・宮本勇人・山本奈奈
- アンチヒーロー（2024年、TBS）共同脚本：山本奈奈・宮本勇人・福田哲平
- キャスター（2025年、TBS）共同脚本：槌谷健・及川真実・谷碧仁

### 映画
- 祈りの幕が下りる時（2018年、東宝）
- 七つの会議（2019年、東宝）